# Borek (ort i Tjeckien, Pardubice)
Borek är en ort i Tjeckien.   Den ligger i regionen Pardubice, i den centrala delen av landet, 100 km öster om huvudstaden Prag. Borek ligger 242 meter över havet och antalet invånare är 224. Den ligger vid sjön Újezdský Rybník.
Terrängen runt Borek är platt.Runt Borek är det ganska tätbefolkat, med 70 invånare per kvadratkilometer. Närmaste större samhälle är Hradec Králové, 9,3 km norr om Borek. Trakten runt Borek består till största delen av jordbruksmark.